# Червени Храдок
Червени Храдок (слч. Červený Hrádok) насељено је мјесто са административним статусом сеоске општине (слч. obec) у округу Злате Моравце, у Њитранском крају, Словачка Република.

## Становништво
| Година:    | 1994. | 2004.   | 2014.   | 2024.   |
| ---------- | ----- | ------- | ------- | ------- |
| Број људи: | 425   | 435     | 407     | 442     |
| Разлика:   |       | +2,35 % | -6,43 % | +8,59 % |

| Година:    | 2023. | 2024.   |
| ---------- | ----- | ------- |
| Број људи: | 443   | 442     |
| Разлика:   |       | -0,22 % |

Према подацима о броју становника из 2024. године насеље је имало 442 становника.